# Diocese de Sabina-Poggio Mirteto
A Sé suburbicária de Sabina-Poggio Mirteto (em latim: Sabinensis-Mandelensis) é uma sede da Igreja Católica, sufragânea da diocese de Roma, pertencente à região eclesiástica do Lácio. Foi criada no século V.

## Território
Compreende a cidade de Poggio Mirteto, dividida, para fins eclesiásticos, em 82 paróquias.

## História
A diocese de Sabina (ou Mandelensis) foi criada no século V, sendo que sua série episcopal foi estabelecida em 415 a.D. Em 984 outras três dioceses foram unidas a ela.
Em 1841 o título da Abadia de Farfa foi unido ao de Sabina e no mesmo dia foi criada a diocese de Poggio Mirteto. Em 3 de junho de 1925 ambas as dioceses foram unidas, passando a chamar-se, em 30 de setembro de 1986, diocese de Sabina-Poggio Mirteto. 
Eventualmente, gera alguma confusão o fato de haver um título presbiteral (reservado a um cardeal-presbítero) de Santa Sabina.
O  título cardinalício de Santa Sabina sull'Aventino foi instituído em torno de 423 pelo papa Celestino I. Com base no catálogo de Pietro Mallio, compilado durante o pontificado do papa Alexandre III, o título era ligado à Basílica de San Paolo fuori le mura.
A partir de 1962 seus bispos passam a ser cardeais da Igreja com o título dessa diocese. Desde então, o título permanece com o cardeal, sendo que a administração da diocese fica a cargo de outro bispo.

## Cardeais-Bispos de Sabina-Poggio Mirteto

### A partir de 1925
- Gaetano de Lai (1925–1928)
- Donato Sbarretti[1] (1928–1939)
- Enrico Sibilia[2] (1939–1948)
- Adeodato Giovanni Piazza (1949–1957)
- Marcello Mimmi[3] (1958–1961)
- Giuseppe Antonio Ferretto (1961–1973)[4]
- Antonio Samoré (1974–1983)
- Agnelo Rossi[5] (1984–1995)
- Eduardo Francisco Pironio[6] (1995–1998)
- Lucas Moreira Neves (1998–2002)
- Giovanni Battista Re (2002–)